# سد براندولی بزرگ
سد براندولی بزرگ (به لاتین: Greater Brandvlei Dam) یک سد در آفریقای جنوبی است که در کیپ غربی واقع شده‌است.